# (11968) Demariotte
(11968) Demariotte (1994 PR27) – planetoida z grupy pasa głównego asteroid okrążająca Słońce w ciągu 4,54 lat w średniej odległości 2,74 j.a. Odkryta 12 sierpnia 1994 roku.